# CFosSpeed
cFosSpeed — проприетарное программное обеспечение для управления сетевыми соединениями ОС Windows, оптимизирующее работу сетевых протоколов за счёт применения алгоритмов приоритизации трафика (шейпинг трафика). Используется для снижения времени отклика и повышения пропускной способности соединения. Программа представляет собой драйвер, встраивающийся в стек сетевых протоколов ОС Windows, и выполняющий анализ пакетов протоколов прикладного уровня. Наиболее широко применяется пользователями онлайн-игр и VoIP телефонии.

## Принцип действия
В ходе анализа сетевых пакетов, программа разделяет их на несколько очередей в зависимости от класса трафика. Для достижения этой цели используются ряд фильтрующих правил, настраиваемых пользователем. Данные могут быть классифицированы на основании имени процесса, протокола, по номеру порта TCP или UDP, наличию меток DSCP, а также другим критериям.
Вместо немедленной отправки исходящих пакетов по мере их поступления, выполняется их приоритизация. Таким образом, данные, имеющие более строгие требования ко времени доставки, отправляются первыми, а менее требовательные данные могут быть задержаны в ожидании отправки.
В результате, даже при сильной загрузке сетевого соединения, шейпинг трафика позволяет сохранить высокую скорость реакции интерактивных соединений, таких как SSH сессии, VNC сессии, звонки VoIP, онлайн-игры и др. Кроме того, высокий приоритет передачи TCP ACK пакетов позволяет повысить и скорость входящих потоков данных.
cFosSpeed также позволяет настраивать правила блокировки определенных видов трафика, что позволяет использовать его в качестве межсетевого экрана.
cFosSpeed поддерживает подсчет и ограничение общего объёма трафика за период, изменение внешнего вида за счет использования «скинов», а также ряд других специфических функций. Правила фильтрации пакетов могут быть настроены как с использованием графического интерфейса, так и путём написания специальных скриптов на встроенном интерпретаторе.

## Похожие продукты
- NetLimiter
- TrafficShaperXP
- SoftPerfect Bandwidth Manager
- Antamedia Bandwidth Manager